# Luchino Visconti (filmrendező)
Don Luchino Visconti di Modrone, Lonate Pozzolo hercege (Milánó, 1906. november 2. – Róma, 1976. március 17.) olasz filmrendező.
A neorealizmus egyik atyjaként írta be nevét a filmtörténetbe, az 1960-as évektől kezdve azonban filmjei egyre több bírálatban részesültek. Jelentős volt a munkássága színpadi rendezőként is: főleg az opera műfajában volt otthonos. Mind a színpad, mind a film számára éles szemmel fedezett fel új tehetségeket, akiknek pályafutását atyai jóindulattal egyengette. Filmjeire jellemző, hogy szinte valamennyi alkotása irodalmi mű alapján készült.
Visconti nyíltan vállalta homoszexualitását, a téma több filmjében is megjelenik.

## Pályafutása

### A kezdetek
Visconti nagy múltú, gazdag milánói arisztokrata Visconti-család sarja, Nagy Károly leszármazottja. Hat testvérével együtt jó nevelést kapott. Édesapjuk különösen fontosnak tartotta, hogy gyermekei fogékonyak legyenek a művészetekre. A családban a kulturális élet olyan nagyságai számítottak gyakori vendégeknek, mint Giacomo Puccini zeneszerző, Arturo Toscanini karmester vagy Gabriele D’Annunzio író. Luchino zenét és divattervezést tanult, majd 30 éves korában Párizsba költözött. Itt ismerkedett meg a legendás Coco Chanellel, aki bemutatta őt Jean Renoir filmrendezőnek. Visconti Renoir asszintense lett. Párizsi tartózkodása idején került kapcsolatba a baloldali eszmékkel is, melyek nagy hatással voltak rá. A második világháború alatt csatlakozott az Olasz Kommunista Párthoz.

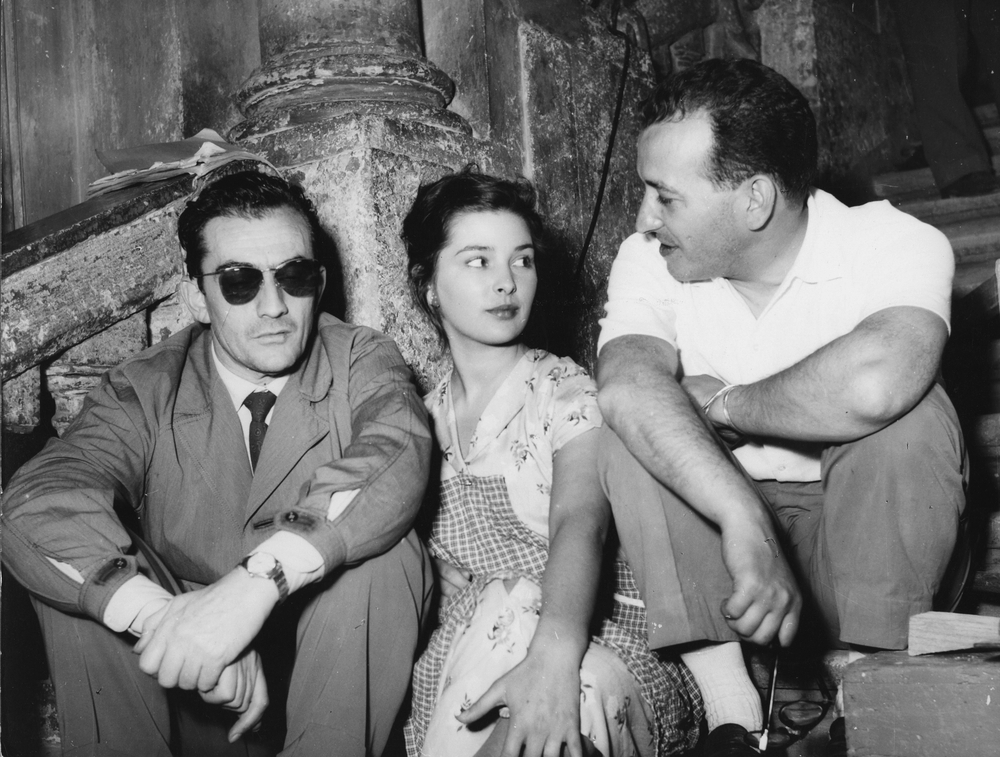
Luchino Visconti, Irene Galter és Antonio Pietrangeli 1953-ban

1942-ben tért vissza Milánóba. Az olasz filmszakma akkoriban a Duce fia, Vittorio Mussolini irányítása alatt állt. Visconti részt vett a Cinema című filmes folyóirat szerkesztésében Roberto Rossellini és Federico Fellini kollégájaként. Gianni Puccini, Mario Alicata, Alberto Moravia, Antonio Pietrangeli és Giuseppe De Santis – utóbbi kettő később szintén jeles filmrendező lett – forgatókönyvéből elkészítette első filmjét, a Megszállottságot (1943). (A forgatókönyvírásban maga Visconti is részt vett.) A történet alapja James M. Cain népszerű bestsellerje, A postás mindig kétszer csenget. A Megszállottság merőben más volt, mint a korszakra jellemző rózsaszínű vígjátékok, az ún. „fehér telefonos” filmek vagy a háborús propagandaprodukciók. A mű középpontjában az olasz valóság, a hétköznapi emberek világa állt, és mindez hiteles, szinte dokumentarista környezetrajzzal, a lélekábrázolás iránti igénnyel párosult. A történet helyszíne a Pó vidéke volt, amely innentől kezdve megannyi olasz film kedvelt helyszíne lett. A Megszállottságban megjelenik a későbbi Visconti-művek néhány kulcsmotívuma: a bűn és bűnhődés problematikája, az erkölcsi értékek és a „család” válsága, sőt egy mellékszereplő alakjában még a homoszexualitás témája is. Visconti alkotása új irányt szabott az olasz filmművészetben: előtérbe került a valóság, benne a hétköznapi emberek életének ábrázolása; körvonalazódott a filmtörténet egyik legnagyobb hatású irányzata, a neorealizmus. Ezt a tematikai fejlődést a fasiszta cenzorok sem tudták megfékezni a film betiltásával.

### Színházi intermezzo
A Megszállottságot követő néhány évben Visconti színházi rendezőként ténykedett, és bár 1948-ban visszatért a filmkészítéshez, a színházi munkával sem hagyott fel. Gyakran dolgozott Rina Morelli és Paolo Stoppa társulatával, és olyan, később filmszínészként is világhírűvé vált művészeket rendezett a színpadon, mint például Vittorio Gassman, Marcello Mastroianni és Laura Betti. Klasszikus és modern szerzőket egyaránt színre vitt: Jean Cocteau, Tennessee Williams, Arthur Miller, Carlo Goldoni, Beaumarchais, Shakespeare, Csehov és mások darabjait. Operarendezőként is világhírnévre tett szert, és az olasz operaszínpadokon kívül nagy sikerű előadásokat rendezett Párizsban és Londonban. Különösen emlékezetes volt Donizetti Boleyn Anna című operájának előadása a milánói Scala operaházban, 1957-ben: a főszerepet a legendás Maria Callas alakította. Nagy visszhangja volt a londoni Covent Gardenben színpadra állított két Verdi-opera, a Traviata és a Don Carlos Visconti-féle előadásainak is.

### Visszatérés a filmvilágba

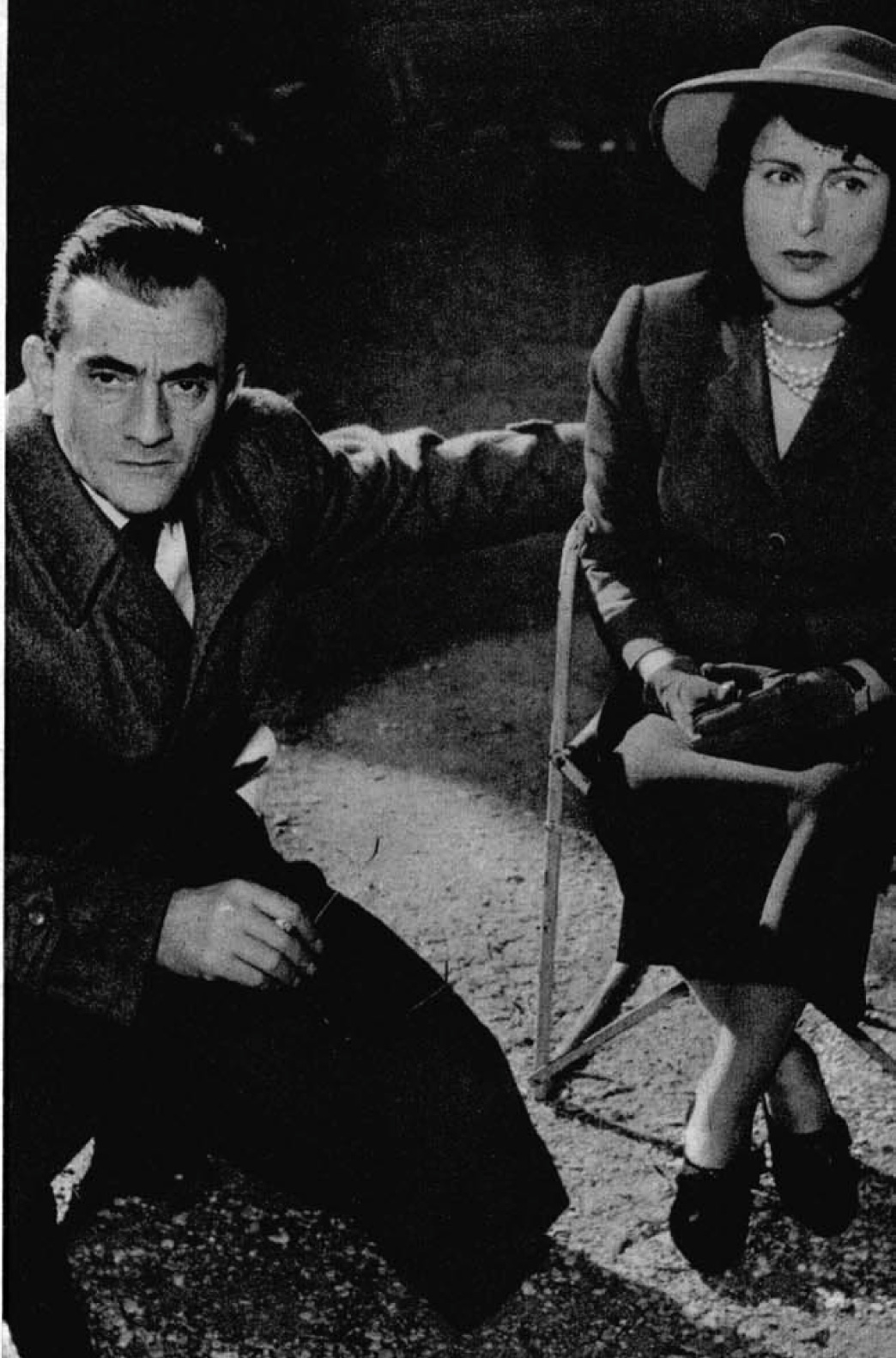
Anna Magnanival 1952-ben

Visconti 1948-ban forgatta második filmjét, a Vihar előttet. Kiindulási alapja Giovanni Verga verista regénye, A Malavoglia család volt. Tulajdonképpen már debütáló alkotása is Verga regényének adaptációja lett volna, de a cenzúra akkor elutasította ezt a témát. Visconti elmesélte a regény cselekményét egy szicíliai halászfalu, Acitrezza lakosainak, kikérte a halászok véleményét a szituációkról, de lényegében rájuk bízta, hogyan játsszák el a történetet. (Ez a forgatási módszer erősen hasonlított ahhoz, melyet évtizedekkel később Pier Paolo Pasolini alkalmazott Az Élet trilógiája, különösen az 1971-es Dekameron készítése során.) Viscontinak sikerült az, ami csak az igazán nagy művészeknek: úgy tudta instruálni amatőr szereplőit, hogy játékuk megőrizte a hitelességet, a természetességet, és ezáltal valóban a valóságot, nem pedig annak valamiféle megrendezett változatát közvetítette, miközben művészi kifejezőeszközeinek köszönhetően a művet a balladák magasságába tudta emelni. A Vihar előtt vitathatatlanul a neorealizmus egyik legjellegzetesebb, legerőteljesebb és legjelentősebb darabja, nemcsak Visconti munkásságában, hanem az irányzat egészét tekintve is.
1951-ben készült a Szépek szépe, amely tulajdonképpen előzmények és folytatás nélküli alkotás Visconti életművében, de nem teljesen egyedülálló mű az olasz filmvilágban. Leginkább Michelangelo Antonioni A kaméliátlan hölgy (1953) című filmje rokon vele: mindkét mű egyfajta látlelet a korabeli olasz filmvilágról, nem nélkülözve némi humort sem, amely egyébként egyik művész stílusára sem jellemző. Visconti opuszának nagy erőssége Anna Magnani elementáris erejű játéka. Az általa játszott szereplő mindenre hajlandó, hogy lányát bejuttassa a felemelkedés, a kitörés lehetőségét jelentő filmvilágba, de mire számtalan viszontagság után a kislány végre tényleg megkapná az áhított szerepet, az anya kiábrándul a hamis ábrándokat jelentő filmezésből. Magnani anyaszerepe Pasolini remekművét, a Mamma Rómát (1962) előlegezi meg. Visconti egy rövidfilmet is forgatott a színésznőről a Nők vagyunk (1953) című összeállítás számára.

### Túl a neorealizmuson
Visconti pályáján fordulópontot jelentett az Érzelem (1954) című film, amely Camillo Boito regénye alapján készült. (Boito művét évekkel később a merész erotikus filmjeiről híres Tinto Brass is feldolgozta az Érzelem ’45 című 2002-es filmjében.) Az Érzelem egyszerre kísérlet a neorealizmus továbbfejlesztésére és annak meghaladására. A cselekmény a risorgimento (az Olaszország egységesítéséért küzdő mozgalom) idején játszódik, és egy árulással végződő szerelem történetét meséli el. Újdonság a neorealista filmekhez képest, hogy kiemelt hangsúlyt kap a szereplők érzéseinek, belső világának ábrázolása. A filmen erőteljesen érződik Visconti vonzalma az opera iránt. Ez az „operai” stílus későbbi műveinek egyik fő jellegzetessége, és leginkább bírált eleme lett. Az Érzelemre is jellemző a rendező egyik erőssége, a kiváló színészvezetés: a két főszereplő, Alida Valli és Farley Granger közül különösen Valli remekel, aki az olasz filmtörténet egyik legszebb szerelmes nőalakját formálja meg.
Dosztojevszkij-mű alapján készült a Fehér éjszakák (1957), Marcello Mastroianni, Jean Marais és Maria Schell főszereplésével. Az Érzelemhez hasonlóan ez a film is egy szerelem történetét meséli el, kissé poétikus megközelítésben. Viscontit meglehetősen sokat bírálták ezért a filmjéért, a kritikusok egy része egyenesen a neorealizmus elárulójának tekintette. Ma már ezek a vádak különösen igazságtalannak tűnnek, hiszen a neorealizmus az 1950-es évek közepére-végére kifulladt. Felhőtlenebb, könnyedebb változatát, az ún. „rózsaszínű neorealizmus”-t Visconti érthető módon már nem vállalta fel, helyette inkább a szereplők belső világának bemutatása felé mozdult el. Hasonló törekvés jellemezte az akkoriban feltűnt Michelangelo Antonioni munkáit is, de míg Antonioni kitartóan következetesnek bizonyult a lelki folyamatok minél mélyrehatóbb ábrázolásában, addig Visconti művészete – talán a negatív kritikák miatt is – következő filmjeivel más irányba kanyarodott.

### Családregények
Visconti egyik leghíresebb alkotása, a Rocco és fivérei (1960) kulcsműnek számít az alkotó életművében: egyszerre összegző, lezáró mű, és egyben egy új korszak nyitánya. A rendező annak idején folytatást képzelt a Vihar előtthöz, ám azt nem tudta megvalósítani. Helyette elkészítette a Rocco és fivéreit, amely végérvényesen lezárja a neorealista látásmódot a művészetében. A cselekmény az akkori jelenben, a „gazdasági csoda” idején játszódik Milánóban, ahová egy vidéki család érkezik, melynek tagjai megpróbálnak a nagyvárosban boldogulni. Sem az ezt közvetlenül megelőző, sem a következő Visconti-művek nem kötődtek már az aktuális valósághoz, tehát ebből a szempontból a Rocco és fivérei a neorealista látásmódhoz való visszatérést jelentette, miközben Visconti a környezeti tényezők hangsúlyozása mellett az árnyalt lélekábrázolásról sem mondott le. Rocco és Vincenzo figurája sajátosan „dosztojevszkiji”, és ebből a szempontból a film a Fehér éjszakákkal is rokonítható, de a bűn és bűnhődés ugyancsak dosztojevszkiji tematikája egyenesen a Megszállottságig vezet vissza. Az újszerűséget mégis elsősorban az jelentette, hogy Visconti egy család történetén keresztül mutatta be a társadalmi változásokat, azok hatását a mikrokörnyezetre: ez a megközelítésmód a művész következő alkotásaiban vált különösen dominánssá. A Rocco és fivéreiben egyébként új tehetségekre figyelhetett fel a világ: Alain Delon, Renato Salvatori, Annie Girardot és Claudia Cardinale pályáján egyaránt meghatározó jelentőségű Visconti mesterműve.
Az újabb jelentős Visconti-mű, A párduc (1963) Giuseppe Tomasi di Lampedusa regénye nyomán készült. Ez a film szintén egy történelmi fordulópontot ragad meg egy család történetén keresztül: az arisztokrácia és a polgárság „hatalomváltását”. A főszereplő Salina herceg belátja, hogy eljárt fölötte (és az általa képviselt társadalmi osztály fölött) az idő, és immár a pénzért mindent megvásárolni képes polgárságé a jövő. Unokaöccse, Tancredi házasságot köt a polgári származású Angelicával, és ez a házasság egyben egy új korszak beköszöntét szimbolizálja. A sokat bírált film nagy erőssége ismét a színészi játék. Salina herceg szerepében a hollywoodi sztár, Burt Lancaster élete egyik legnagyobb alakítását nyújtja. Visconti két favoritja, Alain Delon és Claudia Cardinale mellett azonban új tehetségek is megjelennek: Mario Girotti (a későbbi Terence Hill), Giuliano Gemma, Pierre Clémenti és Ottavia Piccolo. S persze nem hiányozhatnak az olyan megbízható jellemszínészek sem, mint Paolo Stoppa, Romolo Valli, Rina Morelli vagy Serge Reggiani. Salina és Tancredi kapcsolatát latens homoszexualitás jellemzi, és mivel Salina alakjával Visconti részben önportrét készített, Tancredit pedig akkori szerelme, Alain Delon alakítja, jogos a rejtett önéletrajzi motívumok emlegetése. A párduc ugyan elnyerte az 1963-as cannes-i filmfesztivál fődíját, mégis meglepően sok támadásban részesült. A művésznek felrótták, hogy elvész a részletekben, nem szakad el elég bátran Lampedusa regényétől, és inkább illusztrálja, nem pedig újragondolja azt. Visconti védelmére meg kell említeni, hogy az amerikai forgalmazó terjedelmi okokból megvágta a filmet, és kulcsfontosságú jeleneteket törölt a művész beleegyezése nélkül.
A Göncöl nyájas csillagai (1965) egyfajta modernizált Elektra-történet. Ismét érdemes Pasolinit említeni, aki később két másik antik dráma, az Oidipusz király és a Médea filmváltozatait (1967, 1970) készítette el. Ám amíg az antik drámák ürügyén Pasolini az időtlent, az archetipikusat elevenítette meg a filmvásznon, Visconti egyértelműen aktualizált, és a mitikus cselekményt a fasizmus utáni évekbe helyezte. Sandra (Claudia Cardinale) Auschwitzban elhunyt apja haláláért anyját tartja felelősnek, ezért bosszút akar állni rajta és mostohaapján. Mindehhez felhasználja bátyját (Jean Sorel), aki szerelmes belé. Tragikus története mintegy azt szimbolizálja, hogy a múlt szörnyűségeivel való szembenézés nélkül nincs jövő sem.

### Közöny
A neorealista filmekkel feltűnt gyönyörű színésznő, Silvana Mangano főszereplésével készült el A boszorkányok (1967) című szkeccsfilm, amelynek elkészítésében Visconti is részt vállalt. Ezután egyik régóta dédelgetett tervét valósította meg, a Közönyt (1967). Albert Camus regényének adaptációja azonban meglehetősen sok kompromisszum árán született meg, mert az író özvegye számos kikötéssel élt a filmváltozatot illetően. Alain Delon egyéb elfoglaltságai miatt lemondta a szerepet. Marcello Mastroianni lépett a helyére, aki anyagilag is támogatta a film megszületését. A fogadtatás nem volt túl kedvező, a kritikusok többsége elmarasztalta az opuszt. Általában azt rótták fel Viscontinak, hogy szinte sorról sorra hű maradt Camus regényéhez, emiatt elveszett az egyébként nem túl cselekményes mű részleteiben, és belső feszültség helyett inkább zavarbaejtő kiegyensúlyozottság árad a filmjéből. Rengeteg időt és energiát szánt arra, hogy pontosan rekonstruálja az 1930-as évek Algírjának világát. Ezzel az aprólékossággal viszont lényegében kicsinyíti, elfedi a Mersault alakjában megfogalmazott pszichológiai-filozófiai problémákat. Visconti azzal érvelt, hogy a figurát nem az egzisztencializmus illusztrációjának tekintette, hanem hús-vér embernek.

### A német trilógia

#### Elátkozottak

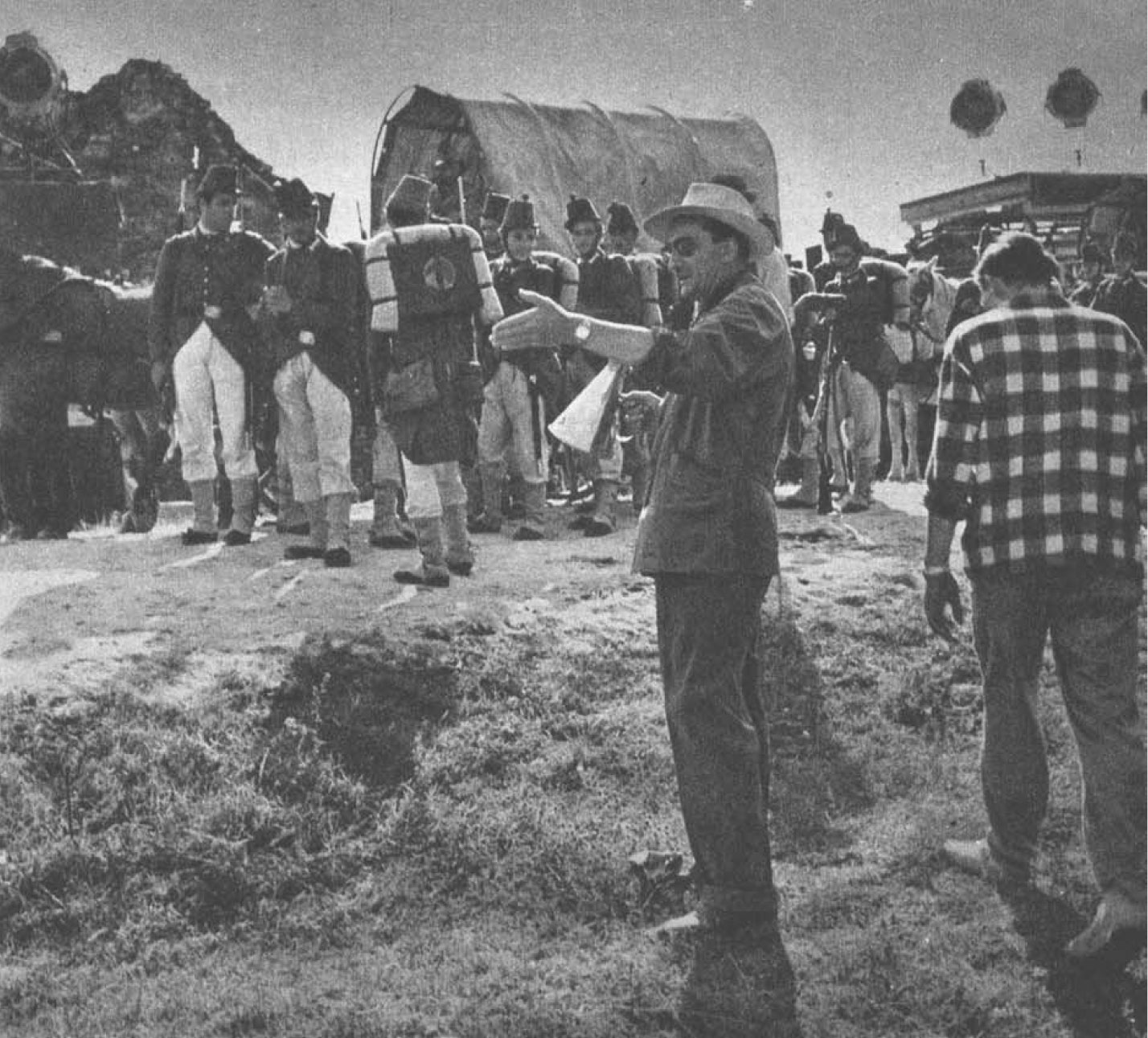
Visconti az Érzelem forgatása közben

A Közöny hűvös fogadtatása szinte semmiség volt ahhoz képest, ami a Mester következő alkotását, az Elátkozottakat (1969) kísérte. A film a nácizmus térhódítását, erkölcsromboló hatását ismét egy család életútján keresztül mutatja be. Állítólag a Krupp dinasztia volt a filmbeli Von Essenbeck család modellje, de irodalmi háttérként felsejlik Thomas Mann A Buddenbrook ház, sőt Shakespeare Macbeth című műve is. A mű hangulatára pedig a Wagner-operák komor fenségessége jellemző. Visconti rendkívül érzékletesen teremtette meg a film atmoszféráját, és kitűnően vezette remekül megválogatott színészeit: Dirk Bogarde, Ingrid Thulin, Helmut Griem, René Koldehoff, Umberto Orsini, Charlotte Rampling és Florinda Bolkan mellett Visconti új szerelme, Helmut Berger látható, akinek az Elátkozottak jelentette az áttörést a filmvilágban. Berger ragyogó alakítást nyújtott az aberrációknak élő, beteg lelkű Martin szerepében, aki a nácik kitűnő eszközének bizonyul. A rendezés szakmai erényeinek elismerése mellett sok, és nem is alaptalan bírálat érte Viscontit amiatt, hogy túlságosan leegyszerűsíti a történelmi összefüggéseket, túlzásba viszi a nácizmus és a perverziók közötti kapcsolat hangsúlyozását. Pasolini így írt a filmről a rendezőnek szóló levelében: „A filmed teljesen leül a második részben: attól a pillanattól kezdve, amikor egy sötét, a szörnyű hajnaltól alig megvilágított utcácskán villogni kezd egy motorkerékpár reflektora… Attól a pillanattól kezdve elhagy az ihleted: a vérfürdő »filmszerűen«, a titok nélkül, a statisztákra locsolt több liter piros festékkel van megcsinálva. Az SS-Aschenbach szétesik, érdekes figurából ponyvaregényhőssé válik… A többi szereplő is szétesik, elveszti minden titokzatosságát: direktben magyarázzák magukat és érzelmeiket, unalmasan, teljesen egyértelműen és didaktikusan… A film első része azonban, egészen a motorkerékpár híres fényszórójáig a tavon, kitűnő, méltó az Érzelemhez (az a legjobb filmed, nem a Vihar előtt). Kitűnő, mert nem régi típusú, a csúcsjelenetekre épülő forgatókönyvből készült, hanem mozaikszerű a felépítése, ami a Te műveid sajátossága.”

#### Halál Velencében
Az Elátkozottak a vegyes kritikák ellenére világszerte nagy közönségsikernek bizonyult. Visconti következő filmje Thomas Mann elbeszélésének feldolgozása, a Halál Velencében (1971) volt. A forgatást természetesen a művésztől megszokott aprólékos előkészítő munka előzte meg. Különösen Tadzio megformálóját volt nehéz megtalálni. Visconti több országba is elutazott megtalálni az ideális szereplőt: Magyarországon is járt, mivel egyik jelöltje a fiatal Balázsovits Lajos volt. (A színészkeresésről Alla ricerca di Tadzio címmel rövidfilm is készült.) Végül a 15 esztendős svéd Björn Andrésen mellett döntött. Visconti hihetetlen érzékenységgel rekonstruálta a 20. század elejének Velencéjét, az arisztokrácia fényűző üdülőhelyének világát, ezzel kontrasztban pedig a városban terjedő járvány nyomasztó hatását is érzékelteti. Dirk Bogarde remekel Aschenbach szerepében, apró gesztusai minden szónál vagy belső monológnál kifejezőbbek. A figura Mann-nál író volt, Viscontinál zeneszerző, és ezt a változtatást a kritikusok szóvá is tették. A rendező jogosan érvelt azonban azzal, hogy Mann modellje Gustav Mahler zeneszerző volt. Aschenbach alakjában Visconti ismét egy kicsit önmaga portréját festette meg. Tadzio személye Aschenbach számára nem csupán a szembesülést jelenti elfojtott homoszexualitásával, hanem egyben tükröt is jelent, melyben a zeneszerző egyszerre ismerhet fiatalkori és jelenlegi önmagára. Tadziót ártatlan szépsége ellenére éppúgy megkísérti a halál a járvány sújtotta városban, mint magát a zeneszerzőt, aki (ez egy flashbackből derül ki) egykoron elveszítette gyermekét. A Szépség megszállottjának nevezhető Aschenbach személyes tragédiáját az okozza, hogy ideáljai megtestesülését egy kamaszfiúban találja meg, ez pedig olyan eltitkolt érzelmeket hoz benne felszínre, melyekkel nem tud megküzdeni: az elvont szépségeszme megsemmisül a fizikai valóság mindenen felülkerekedő érzéki vonzásában. Visconti kritikusai – köztük Thomas Mann fia – elsősorban azt rótták fel a rendezőnek, hogy ezt a megsemmisülést, a karakter erkölcsi bukásának drámaiságát a művész nem tudta kellő súllyal érzékeltetni, miáltal a filmben „Aschenbach holmi neurotikus különc csupán”.

#### Ludwig

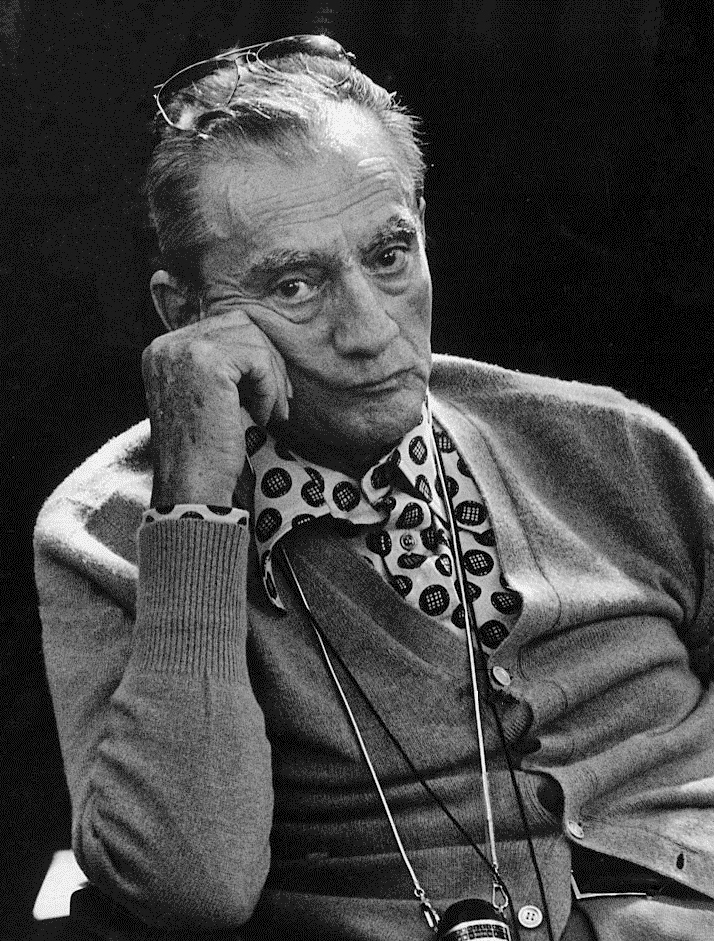
Visconti 1972-ben

A homoszexuális bajor király, II. Lajos életét és korát idézi fel a Ludwig (1972), Visconti vizuálisan talán leggyönyörűbb alkotása. A fiatal király egy álomvilágba menekült magánélete és az uralkodás nyomasztó terhei elől. Nagyszabású építkezésekbe kezdett Neuschwansteinben, Linderhofban és Herrenchiemsee-ben, miközben fokozatosan elszigetelődött környezetétől. Pártfogolta a művészetet: különösen Richard Wagnerért lelkesedett, akit barátjának tekintett. Végül elmegyógyintézetbe zárták, ám rövidesen kezelőorvosával együtt holtan találták a Starnbergi-tóban. Halálának körülményei homályosak, a feltételezések szerint előbb az orvossal végzett, majd saját magával. Helmut Berger ragyogóan keltette életre Lajos alakját: a romantikus ifjút, a csalódott szerelmest, a hűséges barátot, az elfojtott homoszexualitásával mind reménytelenebbül küszködő uralkodót, akin egyre inkább elhatalmasodnak a téboly tünetei. Partnerei a nemzetközi színjátszás kiválóságai és reményteljes új tehetségei voltak: előbbiek közé tartozott Romy Schneider, Gert Fröbe, Trevor Howard és Silvana Mangano, utóbbiakhoz pedig John-Moulder Brown, Sonia Petrovna és Marc Porel. Ludwig alakja erős hasonlóságot mutat Aschenbachéval: mindketten rajonganak a szépségért, elfojtott vágyaikkal küzdenek, és mindketten tragikusan elbuknak. A kritikusok egy része kissé cinikus volt a közel háromórás filmhez. Unalmasnak tartották, és némelyikük borzongva emlegette, hogy az eredeti négyórás verzió alighanem még vontatottabb lehet. Visconti kollégája, a szintén elismert filmrendező, Carlo Lizzani szerint – aki mértékadó szaktekintélynek számít, hiszen nagyra értékelt könyvet is írt az olasz filmművészetről – viszont a négyórás Ludwig Visconti legcsodálatosabb és legnagyszerűbb alkotása. (Magyarországon a rövidebb verziót játszották.) Lizzani cáfolta azt a közkeletű vélekedést is, hogy Visconti dekadens lett volna. Szerinte a művészben inkább a dekadencia nagy elbeszélőjét kell tisztelni.

### Az összegzés
Viscontit a Ludwig forgatása közben szélütés érte, amiből nem épült fel teljesen. Következő filmje, a Meghitt családi kör (1974) erősen önéletrajzi jellegű. A Fehér éjszakák óta ez az első Visconti-film, ami műteremben készült. A rendező alteregója ezúttal egy idős professzor (újra Burt Lancaster), akinek békés életét feldúlják a házába költöző fiatalok. Egyikőjük, a selyemfiú Konrad felkelti a professzor érdeklődését, és valamiféle apa–fiú viszony alakul ki közöttük, melyet némi latens homoszexuálitás is jellemez. (Konrad szerepét Visconti barátja és szerelme, Helmut Berger alakítja.) A film visszaemlékezős jeleneteiben az idős professzor felesége és édesanyja is látható: ezeket a villanásnyi szerepeket a Mester iránti tiszteletből vállalta Claudia Cardinale és Dominique Sanda. A Meghitt családi kört a művész spirituális és esztétikai végrendeleteként fogadta a szakma. Évekkel később a kritikusok árnyaltabban közelítettek a filmhez, megállapítván, hogy a professzor és lakóinak története voltaképpen a korszak olasz társadalmának egyfajta tükörképe. Az 1970-es évek elején az olasz társadalmat ismét a „régi” és „új” konfrontációja rázta meg, az emberek életébe beszivárgott a félelem, a rettegés a terrorizmustól, a gazdasági válságtól, a káosztól, a társadalmi szokások elkerülhetetlen átalakulásától.
Az ártatlan (1976) D’Annunzio regénye alapján készült. Főhőse Tullio, az önző arisztokrata, aki gátlástalanul csalja gyönyörű feleségét, de hiúságában sértve érzi magát, mikor kiderül, hogy az asszony más karjaiban keres vigaszt. A melodramatikus történetet Visconti a rá jellemző igényességgel, a részletekre történő aprólékos odafigyeléssel vitte filmre. A férfi főszerepet Giancarlo Gianninire bízta, míg női szerepek megformálására két gyönyörű és tehetséges színésznőt szerződtetett Laura Antonelli és az amerikai Jennifer O’Neill személyében, akik később sajnos nem tudtak képességeiknek megfelelő karriert befutni. Az ártatlan tragikus végkifejlete az újszülött gyermek, majd a főhős halálával a rendezőnek a jövővel kapcsolatos pesszimizmusát tükrözi. Visconti a film utómunkálatai közben hunyt el.

## Filmjei
- 1943 Megszállottság (Ossessione)

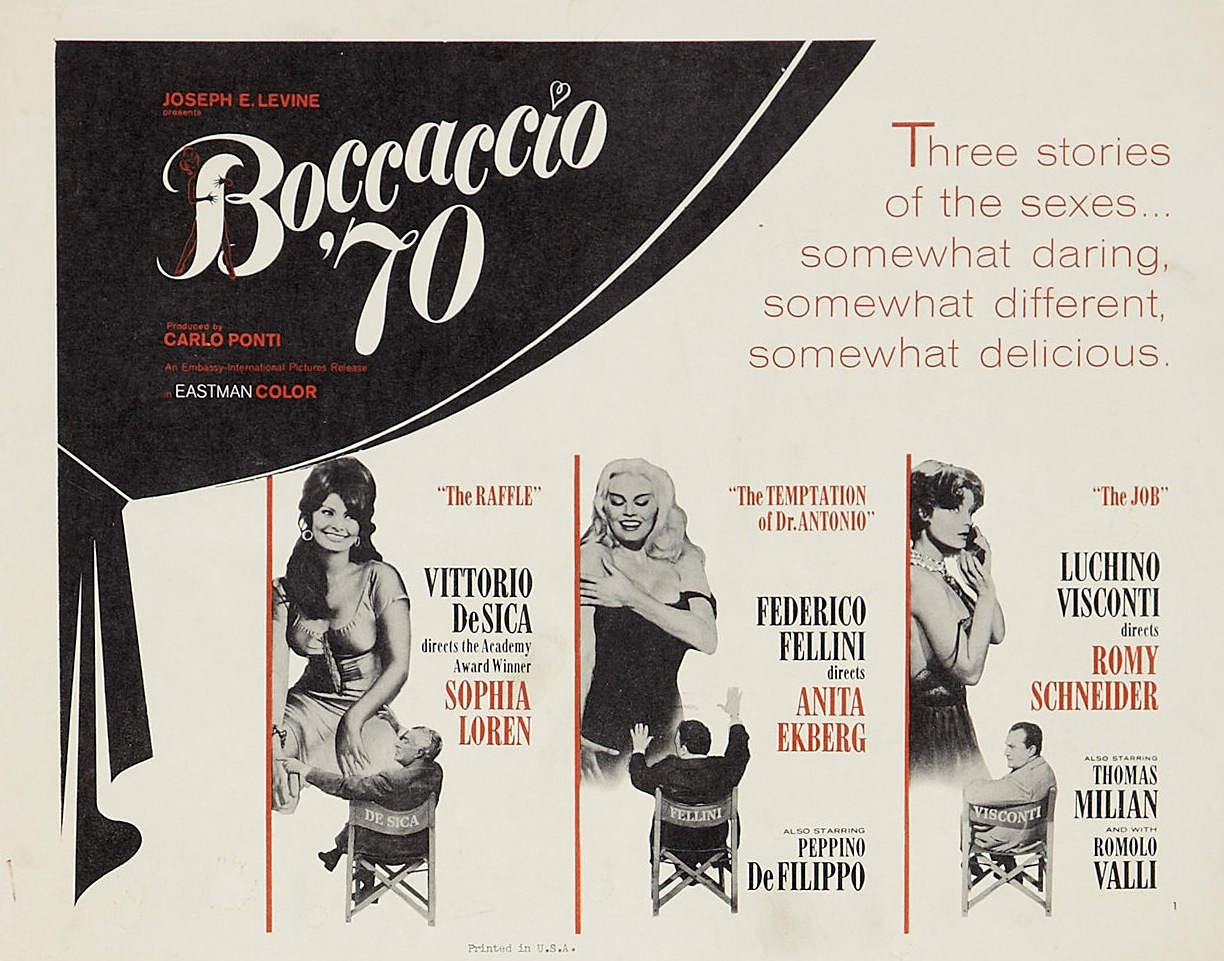
A Boccaccio ’70 filmplakátja

- 1948 Vihar előtt, címváltozat: Reng a föld (La terra trema)
- 1951 Appunti su un fatto di cronaca (rövidfilm)
- 1951 Szépek szépe (Bellissima)
- 1953 Nők vagyunk / Asszonyok vagyunk / (Siamo donne) (az Anna Magnani című epizód)
- 1954 Érzelem (Senso)
- 1957 Fehér éjszakák (Le notti bianche)
- 1960 Rocco és fivérei (Rocco e i suo fratelli)
- 1962 Boccaccio '70 (a Munka című epizód)
- 1963 A párduc (Il Gattopardo)
- 1965 A Göncöl nyájas csillagai (Vaghe stelle dell'Orsa)
- 1967 A boszorkányok (Le Streghe, az Egy égetnivaló boszorkány című epizód)
- 1967 Közöny (Lo straniero)
- 1969 Elátkozottak (La caduta degli dei)
- 1970 Alla ricerca di Tadzio (rövidfilm)
- 1971 Halál Velencében (Morte a Venezia)
- 1972 Ludwig
- 1974 Meghitt családi kör (Gruppo di famiglia in un interno)
- 1976 Az ártatlan (L'Innocente)

## Fontosabb díjak és jelölések

### Oscar-díj
- 1970 jelölés Elátkozottak, legjobb eredeti forgatókönyv (vele együtt jelölve: Nicola Badalucco, Enrico Medioli)

### BAFTA-díj
- 1972 jelölés Halál Velencében, legjobb rendezés

### David di Donatello-díj
- 1971 díj Halál Velencében, legjobb rendező
- 1973 díj Ludwig, legjobb rendező

### Ezüst Szalag díj
- 1961 díj Rocco és fivérei, legjobb rendező, legjobb forgatókönyv (Viscontin kívül megkapta még: Pasquale Festa Campanile, Suso Cecchi d'Amico és Enrico Medioli.)
- 1970 díj Elátkozottak, legjobb rendező
- 1972 díj Halál Velencében, legjobb rendező
- 1975 díj Meghitt családi kör, legjobb rendező

### Kék Szalag díj
- 1979 díj Meghitt családi kör, legjobb külföldi film

### Cannes-i Nemzetközi Filmfesztivál
- 1963 díj A párduc, Arany Pálma
- 1971 díj Halál Velencében, a Nemzetközi Filmfesztivál 25. évfordulós díja
- 1971 jelölés Halál Velencében, Arany Pálma

### Velencei filmfesztivál
- 1948 jelölés Vihar előtt, Arany Oroszlán
- 1954 jelölés Érzelem, Arany Oroszlán
- 1957 jelölés Fehér éjszakák, Arany Oroszlán
- 1957 díj Fehér éjszakák, Ezüst Oroszlán
- 1960 díj Rocco és fivérei, különdíj, FIPRESCI-díj
- 1965 díj A Göncöl nyájas csillagai, Arany Oroszlán
- 1967 jelölés Közöny, Arany Oroszlán